# Specijalistička zdravstvena zaštita
Specijalistička zdravstvena zaštita, vrsta zdravstvene zaštite, uz bolničko liječenje, konzilijarnu zdravstvenu zaštitu i ambulantno liječenje. U obuhvat joj spadaju: C1 - pregled i cjelovita obrada u specijalističkoj zdravstvenoj zaštiti, C2 - pregled i obrada kroz objedinjeni hitni bolnički prijam (OHBP), hitne specijalističke ambulante u bolničkim ustanovama bez organiziranog OHBP, C3 - prijeoperativna obrada za nepokretne i/ili teško pokretne osigurane osobe.
Liječnik specijalist u specijalističkkoj zdravstvenoj zaštiti obvezan je izdati interne uputnice za daljnje dijagnostičke obrade vezane uz uputnu radnu dijagnozu unutar ili izvan ustanove; izdati interne uputnice za kontrolne preglede (osim za kronične nezarazne bolesti: dijabetes, hipertenzija, KOPB i astma STARIJIMA OD 18 GODINA prema šiframa MKB : od E11 do E11.91, od E12 do E12.91, od E13 do E13.91, od E14 do E14.91, I10, od I11 do I11.91, od I12 do I12.91, od I13 do I13.9, od I15 do I15.9, od J44 do J44.9, od J45 do J45.98), odmah naručiti osiguranu osobu te izdati preporuku o uvođenju terapije koristivši generičko nazivlje medikamentozne terapije gdje god je moguće.
Pregled i cjelovita obrada u specijalističkoj zdravstvenoj zaštiti moraju pružiti uslugu svih izvršenja kroz interne uputnice vezana uz uputnu radnu dijagnozu u sekundarnoj/ tercijarnoj zdravstvenoj zaštiti tijekom najviše 365 kalendarskih dana od dana prve realizacije.
Pregled i obrada kroz objedinjeni hitni bolnički prijam (OHBP), odnosno hitne specijalističke ambulante u bolničkim ustanovama bez organiziranog OHBP moraju pružiti uslugu svih izvršenja u sekundarnoj/tercijarnoj zdravstvenoj zaštiti tijekom 24 sata od trenutka prve realizacije.
Prijeoperativna obrada za nepokretne i/ili teško pokretne osigurane osobe mora pružiti uslugu cjelovite prijeoperativne obrade nepokretnih i/ili teško pokretnih osiguranih osoba po mogućnosti, kroz jednodnevnu obradu.